# In Love with Myself
Singles de David Guetta
The World Is Mine
(2004) Love Don't Let Me Go (Walking Away)
(2006)
In Love With Myself est une chanson du DJ français David Guetta issue de son deuxième album, Guetta Blaster et sortie en single le 18 mars 2005, uniquement en France. Néanmoins, In Love with Myself s'est classée en Belgique, aux Pays-Bas, en Roumanie et en Suisse. La chanson est interprétée par JD Davis.

## Format et pistes
CD single
1. In Love With Myself (Benny Benassi Remix) - 6:34
2. In Love With Myself (Fuzzy Hair Remix) - 8:02
3. In Love With Myself (Robbie Rivera Remix) - 8:36
4. In Love With Myself (David Guetta & Joachim Garraud Remix) - 7:47
5. In Love With Myself (JD Davis Remix) - 5:37

## Classement par pays
| Pays              | Meilleure position |
| ----------------- | ------------------ |
| Belgique Flandre  | 6                  |
| Belgique Wallonie | 3                  |
| Pays-Bas          | 83                 |
| Roumanie          | 34                 |
| Suisse            | 46                 |